# TOKI CHIC RADIO
TOKI CHIC RADIO（トキ・シック・ラジオ）はJFNC制作、JFN系列で2009年10月から放送されている番組である。パーソナリティは土岐麻子。

## ネット局
2023年5月現在、JFN系21局ネットで放送されている。30分番組であるが、一部地域では25分である。その際はエンディングトークがカットされる代わりに降りコメントが入る。
放送時間の早い順から記載。全局、「radiko.jp」や「radikoプレミアム」で聴取可能。

### 現在
| 放送対象地域   | 放送局名                         | 放送時間               | 備考               |
| -------------- | -------------------------------- | ---------------------- | ------------------ |
| 山口県         | エフエム山口（FMY）              | 毎週木曜 20:00 - 20:30 |                    |
| 福井県         | 福井エフエム放送（FM FUKUI）     | 毎週金曜 5:00 - 5:30   | [ 注 1 ] [ 注 2 ]  |
| 富山県         | 富山エフエム放送（FMとやま）     | 毎週金曜 11:30 - 11:55 | [ 注 3 ]           |
| 熊本県         | エフエム熊本（FMK）              | 毎週金曜 19:00 - 19:30 |                    |
| 栃木県         | エフエム栃木（RADIO BERRY）      | 毎週土曜 5:00 - 5:30   | [ 注 4 ]           |
| 香川県         | エフエム香川（FM香川）           | 毎週土曜 5:00 - 5:30   |                    |
| 大分県         | エフエム大分（Air-Radio FM88）   | 毎週土曜 5:00 - 5:30   | [ 注 5 ]           |
| 長崎県         | エフエム長崎（FM Nagasaki）      | 毎週土曜 9:00 - 9:24   | [ 注 6 ]           |
| 兵庫県         | 兵庫エフエム放送（Kiss FM KOBE） | 毎週土曜 9:00 - 9:30   | [ 注 7 ]           |
| 佐賀県         | エフエム佐賀（FMS）              | 毎週土曜 9:00 - 9:30   | [ 注 8 ]           |
| 青森県         | エフエム青森（AFB）              | 毎週土曜 9:30 - 9:55   | [ 注 9 ]           |
| 高知県         | エフエム高知（Hi-Six）           | 毎週土曜 9:30 - 9:55   | [ 注 10 ]          |
| 福島県         | エフエム福島（ふくしまFM）       | 毎週土曜 12:00 - 12:30 | [ 注 11 ]          |
| 広島県         | 広島エフエム放送（HFM）          | 毎週土曜 19:00 - 19:30 |                    |
| 沖縄県         | エフエム沖縄（FM沖縄）           | 毎週土曜 21:00 - 21:30 |                    |
| 宮崎県         | エフエム宮崎（JOY FM）           | 毎週日曜 8:00 - 8:25   |                    |
| 島根県・鳥取県 | エフエム山陰（V-air）            | 毎週日曜 8:30 - 9:00   | [ 注 12 ]          |
| 石川県         | エフエム石川（HELLO FIVE）       | 毎週日曜 9:00 - 9:30   | [ 注 13 ]          |
| 長野県         | 長野エフエム放送（FM長野）       | 毎週日曜 9:30 - 9:55   |                    |
| 群馬県         | エフエム群馬（FM GUNMA）         | 毎週火曜 15:00 - 15:30 | [ 注 1 ] [ 注 14 ] |
| 宮城県         | エフエム仙台（Date fm）          | 毎週水曜 12:00 - 12:25 | [ 注 15 ]          |
| 新潟県         | エフエムラジオ新潟（FM-NIIGATA） | 毎週日曜 22:30 - 22:55 | [ 注 16 ]          |

### 過去
| 放送対象地域 | 放送局名                                    | 備考               |
| ------------ | ------------------------------------------- | ------------------ |
| 岩手県       | エフエム岩手（FM IWATE）                    |                    |
| 秋田県       | エフエム秋田（AFM）                         | [ 注 17 ]          |
| 山形県       | エフエム山形（Rhythm Station）              | [ 注 18 ]          |
| 滋賀県       | エフエム滋賀（e-radio）                     | [ 注 19 ]          |
| 大阪府       | エフエム大阪（FM大阪）                      | [ 注 20 ]          |
| [ 注 21 ]    | interfm                                     | [ 注 22 ]          |
| 三重県       | 三重エフエム放送（レディオキューブ FM三重） | [ 注 1 ] [ 注 23 ] |
| 愛知県       | エフエム愛知（FM AICHI）                    | [ 注 24 ]          |
| 東京都       | エフエム東京（TOKYO FM）                    | [ 注 25 ]          |
| 岐阜県       | エフエム岐阜（FM GIFU）                     | [ 注 26 ]          |
| 岡山県       | 岡山エフエム放送（FM OKAYAMA）              | [ 注 27 ]          |

## 番組構成
- 番組の前半は、土岐が影響を受けた楽曲などを独断と偏見で紹介する。
- 後半は、コーナー（下述）のうち1つを行う。

## 現在のコーナー
- ベストキ - リスナーから送られてきた、様々なジャンルのベストアンサーを紹介
- もう、若くねぇ
- TOKI CHIC自動車教習所
- リスナーからの普通のメールを紹介（ふつおた）

### 過去のコーナー
- モーニングブルードラゴン - リスナーから送られてきた自己アピールを土岐麻子が「MBD」「NOT MBD」で判断する。また、中間として「ペプラー」というものもある。[注 28]
- スーパートキラル - 超常現象を送ってもらうコーナー。悪魔ハンターであるトキ・ウインチェスターが調査する。
- 流行を教えていただけないでしょうか? - 今の流行を土岐が知っているかをチェックするコーナー。[注 29]ちなみに、土岐が全問正解すると、土岐に好きなものがプレゼントされる。ただし、いままで全問正解したことはない。流行とは関係ない個人的な問題が少なからず存在する。最近は「板野友美」に関する問題が多い。[注 30]
- ライト兄弟のお悩み FLY AWAY! - ライト兄弟の三女と名乗るライトがリスナーのライトな悩みにこたえていく。悩みが採用されたリスナーには土岐のサイン入りの紙飛行機がプレゼントされる。
- トキッス　FILE
- 土岐麻子をプロデュース!
- 前回までのTOKI CHIC RADIO
- こんな土岐どーする!?
- メール相談室!
- 舘に願いを
- もち系男子 - 土岐麻子が提唱する新しいタイプの男性像「もち系男子」についての、リスナーからのイメージ像を紹介。土岐の結婚に伴い終了。
- ダイズハザード!!
- 私はこれで痩せましたッ!!
- 顔
- HEARTBREAKIN'

## 公開録音
- 2010年6月19日 土岐麻子New Album「乱反射ガール」リリース記念 「TOKI CHIC RADIO」公開収録スペシャル！！ ＠タワーレコード渋谷B1F「STAGE ONE」
- 2011年3月4日 「TOKI CHIC RADIO」スペシャルトーク＆ライブ ＠カフェネスカフェ原宿

ゲスト EPO、ミッツ・マングローブ
- 2012年1月28日 “Very BEST of TALK! TOKI ASAKO －土岐麻子がタワーレコード新宿店さんで伝えたいことのすべて－ BESTOKI! supported by TOKI CHIC RADIO” ＠タワーレコード新宿店

ゲスト 河口恭吾
- 2014年7月18日 ANAクラウンプラザホテル熊本ニュースカイ サマーディナー with 土岐麻子 TOKI CHIC RADIO ＠ANAクラウンプラザホテル熊本ニュースカイ

ゲスト 川口大輔 松田結花（FMKアナウンサー）
- 2015年5月16日 郡山ビューホテルアネックス スプリング スイーツ ビュッフェ with 土岐麻子 TOKI CHIC RADIO ＠郡山ビューホテルアネックス

ゲスト 渡辺シュンスケ 三吉梨香（ふくしまFM アナウンサー） Re:chor（郡山の合唱サークル）
- 2015年7月10日  ANAクラウンプラザホテル熊本ニュースカイ サマーディナー with 土岐麻子 TOKI CHIC RADIO ＠ANAクラウンプラザホテル熊本ニュースカイ

ゲスト 川口大輔 松田結花（FMKアナウンサー）
- 2016年8月9日  ANAクラウンプラザホテル熊本ニュースカイ サマーディナー with 土岐麻子 TOKI CHIC RADIO ＠ANAクラウンプラザホテル熊本ニュースカイ

ゲスト 川口大輔 松田結花（FMKアナウンサー） 伊佐坂功親（FMK）

## トキシックラジオチャート
- 本番組では毎年始（年末の場合もあり）に、オンエア回数、セールス、iTunes Japanの配信回数、 J-WAVEとInterFMのランキングとタワレコの雰囲気をなんとなくチラ見しながら、リスナーのリアクションなどを数値化した完全オリジナルのランキング（番組トークより）を発表している。

- 2012年1月「トキシックラジオチャート 2011 トップ5

2位 土岐麻子「Gift 〜あなたはマドンナ〜」
- 2013年1月「トキシックラジオチャート 2012 トップ5」

1位 板野友美「dear J」
2位 B'z「BURN -フメツノフェイス-」
3位 スパイスガールズ「WANNA BE」
4位 ナオト・インティライミ
5位 きゃりーぱみゅぱみゅ
- 2014年1月「トキシックラジオチャート 2013 トップ5」

1位 板野友美「dear J」
2位 串田アキラ「富士サファリパークCMソング」
3位 乃木坂46「ガールズルール」
4位 FUNKY MONKEY BABYS「ありがとう」
5位 ジャスティン・ティンバーレイク「スーツ・アンド・タイ feat. ジェイ・Z」
- 2014年12月「トキシックラジオチャート 2014 トップ5」

1位 板野友美「dear J」
2位 SIAM SHADE 「3分の1の純情な感情」
3位 「Let It Go」
4位 土岐麻子「Christmas in the City」
5位 ジャスティン・ビーバー「Baby」
- 2015年12月「トキシックラジオチャート 2015 トップ5」

1位 板野友美「dear J」
2位 土岐麻子「セ・ラ・ヴィ～女は愛に忙しい～」
3位 B'z「LOVE PHANTOM」
4位 ゲスの極み乙女。「私以外私じゃないの」
5位 コールドプレイ「Adventure Of A Lifetime」
- 2017年1月「トキシックラジオチャート 2016 トップ5」

1位 板野友美「dear J」
2位 RADWIMPS「前前前世」
3位 土岐麻子「BOYフロム世田谷」
4位 沢田研二「TOKIO」
5位 マイケル・ブーブレ「It's A Beautiful Day」

## エピソード
- 番組サイトによると、「ライト」のキャラが定まっていないらしい。ただ、ライトは声が似ているだけであり土岐ではないとなっている。
- ゲストが来た際に、ゲストがコーナーのタイトルコールを行うことがある。
- 公開録音の際、ミッツ・マングローブに「モーニングブルードラゴン」の由来を尋ねられた時に、土岐は「気にしなくていい。」とコーナーの由来を知られたくないようである。
- 「流行を教えていただけないでしょうか?」コーナーの後はAKB48の曲がかかることが多い（リスナーからAKB48の曲をリクエストしてくる。）。ただ、このコーナーは流行を教えてもらうコーナーであって、曲をリクエストするコーナーではない。
- 一時期土岐は、この番組の収録があると聞いておなかが痛くなったことがある（2011年11月中旬放送にて）。
- 2012年の公開録音の際に、コーナーとして、『イベントでベストアルバムを1枚でも多く売る方法！！』が放送された。